# Hiparc (poeta)
Hiparc  (en llatí Hipparchus, en grec antic Ἵππαρχος), fou un poeta còmic atenenc que Suides situa a la vella comèdia, però segons el que afegeix, que els seus drames tractaven sobre matrimonis i a partir dels títols existents de les seves obres, Ἀνασωζόμενοι, Παννυχίς, Θαἷς, i Ζωγράφος, és evident que Hiparc era més aviat de la nova comèdia.
Se suposa que era contemporani de Dífil i Menandre d'Atenes. Fabricius l'inclou a la Bibliotheca Graeca.